# Notiphila sekiyai
Notiphila sekiyai är en tvåvingeart som beskrevs av Koizumi 1949. Notiphila sekiyai ingår i släktet Notiphila och familjen vattenflugor. Inga underarter finns listade i Catalogue of Life.